# Ernst Benda

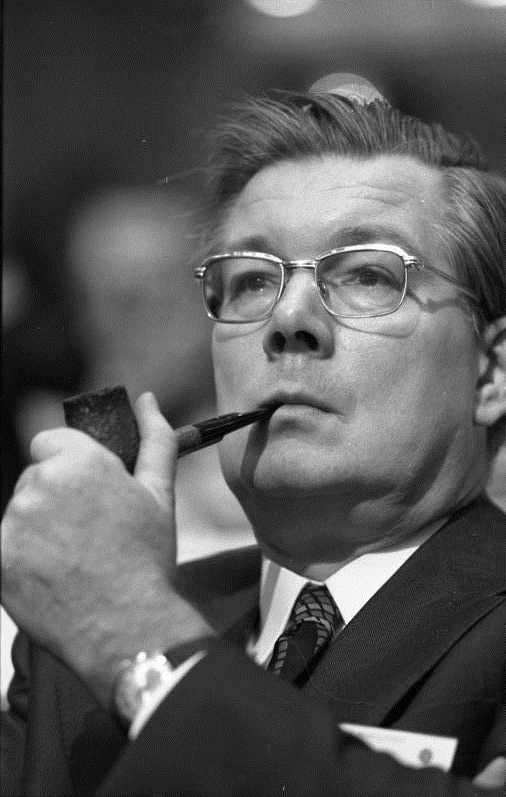
Ernst Benda (1973)

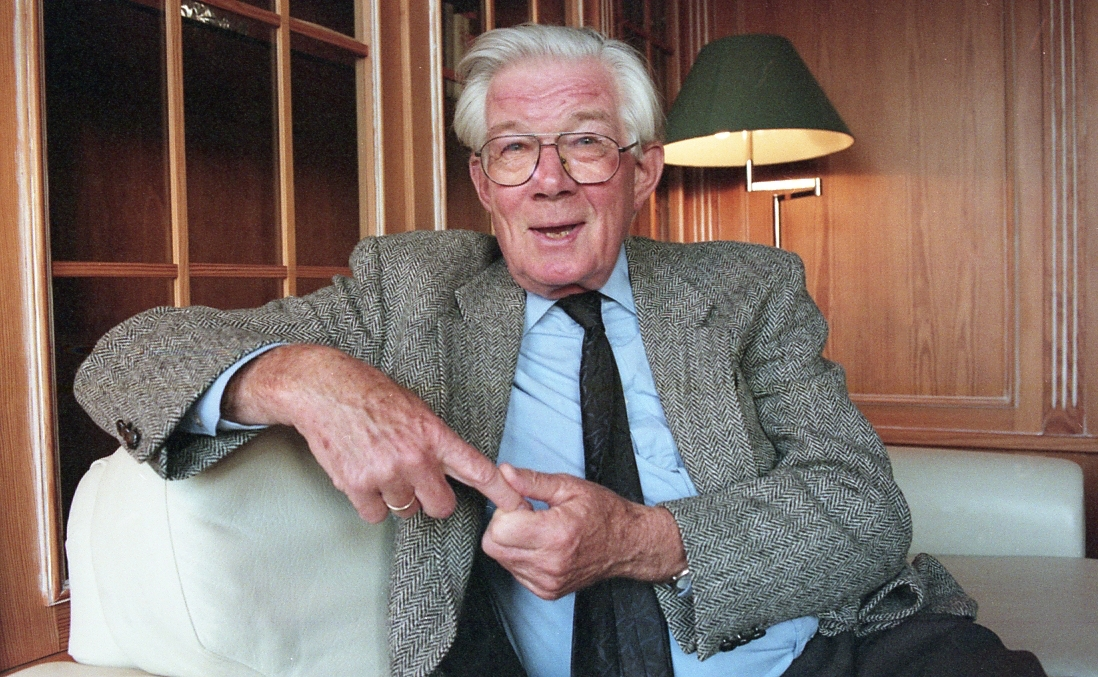
Ernst Benda (2000)

Ernst Benda (* 15. Januar 1925 in Berlin; † 2. März 2009 in Karlsruhe) war ein deutscher Jurist und Politiker (CDU). Er war 1968/69 Bundesinnenminister und von 1971 bis 1983 Präsident des Bundesverfassungsgerichts.

## Leben und Beruf

### Bis 1945
Der Großvater Ernst Bendas, Hans Benda (1867–1945), war ein mit einer Protestantin verheirateter getaufter Jude und galt insofern in der Zeit des Nationalsozialismus  als „privilegierter Jude“. Nach Berufstätigkeit als Regierungsbaurat, Teilnahme am Ersten Weltkrieg (EK I und II) und Beförderung zum Oberregierungsbaurat und Vorstand der Wehrkreisbaudirektion III wurde er 1926 Ministerialrat im Reichswehrministerium und trat im Februar 1933 in den Ruhestand.
Ernst Benda war der Sohn des Ingenieurs Rudolf Benda und dessen Ehefrau Lilly, geb. Krasting. Nach dem Abitur am Kant-Gymnasium in Berlin-Spandau 1943 wurde Benda zur Kriegsmarine eingezogen, wo er bis 1945 vor Norwegen als Funker bei der Schnellbootlehrdivision eingesetzt war. Er beendete den Dienst als Obergefreiter.

### Nach 1945
Nach Kriegsende begann Benda seine akademische Ausbildung mit dem Studium der Rechtswissenschaft an der Friedrich-Wilhelms-Universität zu Berlin und war dort Mitglied des letzten frei gewählten Studentenrates. Im Frühjahr 1948 kam Benda einer Zwangsexmatrikulation durch die zunehmend kommunistisch dominierte Universität zuvor, indem er in die Vereinigten Staaten zur University of Wisconsin–Madison wechselte und anschließend sein Studium an der neu gegründeten Freien Universität Berlin fortsetzte. Ernst Benda fungierte zusammen mit Rainer Hildebrandt als Lizenzträger der Alliierten Kommandantur für die 1948 gegründete Kampfgruppe gegen Unmenschlichkeit. Das Zweite Staatsexamen legte er 1955 ab und ließ sich 1956 als Rechtsanwalt in Berlin nieder.
1978 wurde er zum Honorarprofessor an der Universität Trier ernannt. Nach seinem Ausscheiden aus dem Amt als Präsident des Bundesverfassungsgerichts wurde Benda 1984 zum Ordinarius an der Albert-Ludwigs-Universität Freiburg berufen. Er nahm regelmäßig an den Bitburger Gesprächen zur Rechtspolitik teil. Bis ins hohe Alter äußerte er sich zu innenpolitischen Debatten, etwa in der Frage der sog. Rettungsfolter („Im Kampf gegen den Terror genügen die Mittel des wehrhaften Rechtsstaats“).
Benda war von 1967 bis 1970 Präsident der Deutsch-Israelischen Gesellschaft und von 1993 bis 1995 Präsident des 26. Deutschen Evangelischen Kirchentages. Von 1985 bis 1992 war er Vorsitzender des Kabelrates Berlin und ab 1992, nach dessen Auflösung, bis November 2008 Präsident des Medienrats Berlin-Brandenburg.
Er war verheiratet und Vater zweier Kinder.

## Partei
1946 trat Benda in die CDU ein, er war von 1952 bis 1954 Vorsitzender der CDU-Hochschulgruppe und der Jungen Union Berlin. 1951 zählte er zu den Gründern des Rings Christlich-Demokratischer Studenten (RCDS), dem er 1951 bis 1952 gemeinsam mit Fritz Flick vorstand. Außerdem war er in der Zeit von 1952 bis 1954 Vorsitzender der Jungen Union in West-Berlin.

## Abgeordneter

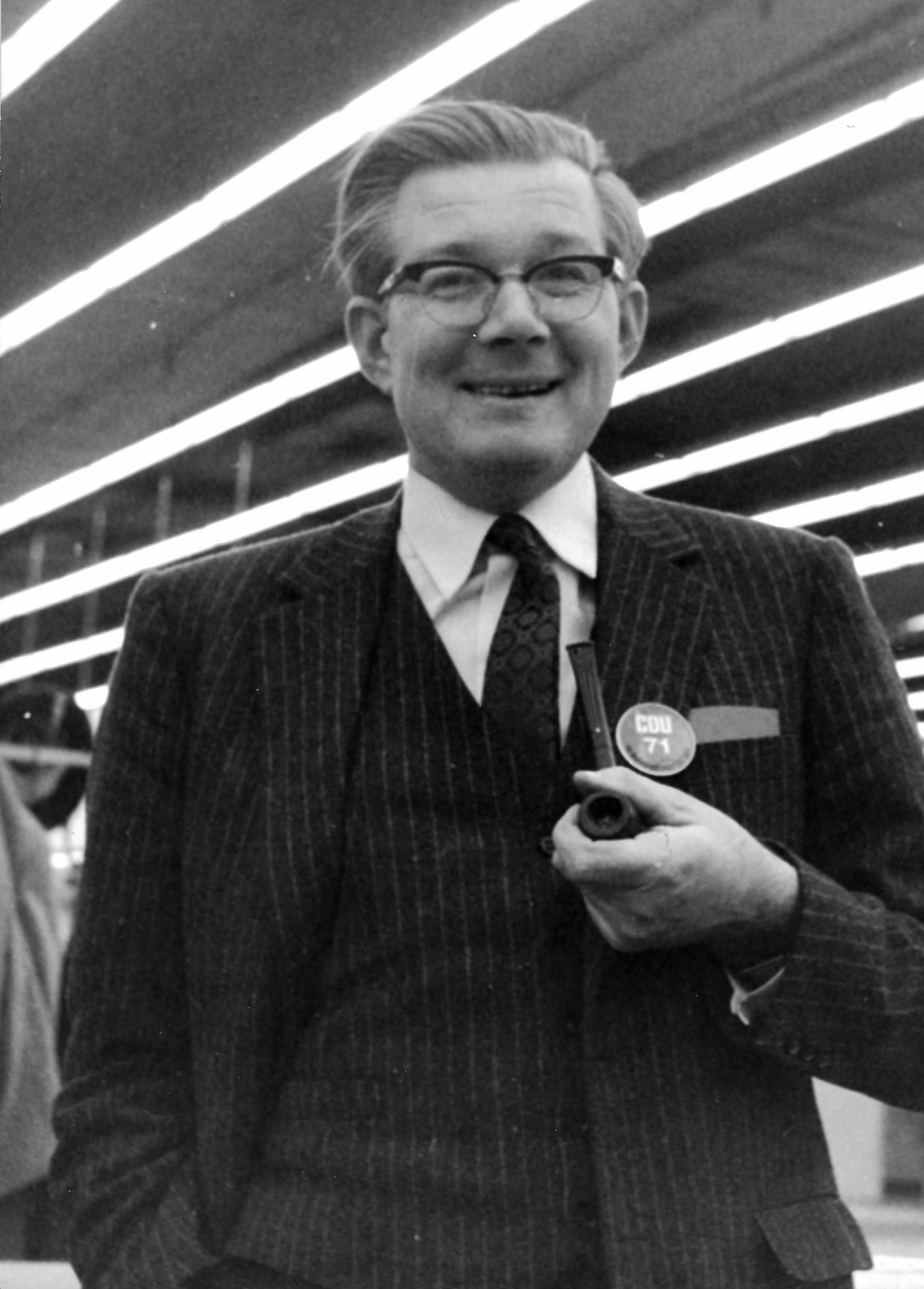
Bundesparteitag 1971 in Düsseldorf

Von 1951 bis 1954 war Benda Bezirksverordneter des Berliner Bezirks Spandau, wo er die CDU-Fraktion leitete, und von Dezember 1954 bis 1957 Mitglied des Abgeordnetenhauses von Berlin. 1957 wechselte er als Abgeordneter in den Deutschen Bundestag nach Bonn. Dort setzte er sich in der Verjährungsdebatte 1965 entscheidend dafür ein, dass Morde aus der NS-Zeit auch über jenes Jahr hinaus noch verfolgt werden konnten. Von 1965 bis zum 12. April 1967 und von 1969 bis zum 8. November 1971 war er Vorsitzender des Arbeitskreises Allgemeine und Rechtsfragen seiner Fraktion.
1966 fungierte er als Präsident des Gemeinsamen Ausschusses bei der Stabsübung „Fallex 66“ und ab 1969 war er Mitglied der G-10-Kommission nach dem Gesetz zur Beschränkung des Brief-, Post- und Fernmeldegeheimnisses.
1970 war er wiederum Mitglied des Gemeinsamen Ausschusses und des Vertrauensmännerausschusses des Bundestags für die Geheimdienste. Nach seiner Wahl zum Präsidenten des Bundesverfassungsgerichts legte er am 8. Dezember 1971 sein Abgeordnetenmandat nieder.

## Öffentliche Ämter

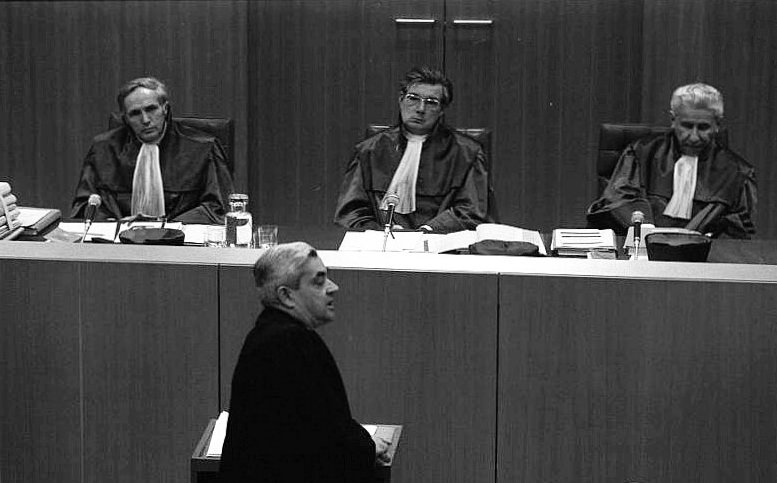
Ernst Benda (Mitte) bei der Verhandlung des Bundesverfassungsgerichtes zur Rechtmäßigkeit des Schwangerschaftsabbruchs (1974). Im Vordergrund Horst Ehmke.

1967 wurde Benda zum Parlamentarischen Staatssekretär im Bundesinnenministerium ernannt und amtierte vom 2. April 1968 bis Ende 1969 als Bundesinnenminister im Kabinett Kurt Georg Kiesinger. In dieser Zeit wurde er vom Bundeskanzler unter anderem zur Durchführung der Anordnung von Überwachungsmaßnahmen nach dem Gesetz zur Beschränkung des Brief-, Post- und Fernmeldegeheimnisses ermächtigt und sah sich deswegen heftigen Angriffen von Seiten der Außerparlamentarischen Opposition ausgesetzt. Er verbot am 24. Juni 1968 die Kroatische Revolutionäre Bruderschaft. Benda war als Innenminister an der Vorbereitung der Deutschen Notstandsgesetze beteiligt, auch wenn er selbst skeptisch war, ob im Falle eines echten Notstandes ein Rechtsstaat reagieren könne.
Am 8. Dezember 1971 wurde Benda als Nachfolger von Gebhard Müller zum Präsidenten des Bundesverfassungsgerichts in Karlsruhe ernannt. Als Vorsitzender des Ersten Senats wirkte er unter anderem an den Urteilen zur Strafbarkeit des Schwangerschaftsabbruchs (1 BvF 1/74 u. a.) vom 25. Februar 1975 und dem zur Schleyer-Entführung (1 BvQ 5/77) vom 16. Oktober 1977 mit. In seine Amtszeit fällt auch das Volkszählungs-Urteil vom 15. Dezember 1983, das erstmals das Recht auf informationelle Selbstbestimmung entwickelte. Am 20. Dezember 1983 trat er in den Ruhestand. Sein Nachfolger wurde der bisherige Vizepräsident Wolfgang Zeidler.
Ernst Benda liegt auf dem Hauptfriedhof Karlsruhe begraben.

## Auszeichnungen

### Orden und Ehrenzeichen
- 1969 Großes Verdienstkreuz mit Stern der Bundesrepublik Deutschland
- 1974 Großkreuz des Verdienstordens der Italienischen Republik
- 1975 Großes Goldenes Ehrenzeichen am Bande für Verdienste um die Republik Österreich
- 1983 Großkreuz des Verdienstordens der Bundesrepublik Deutschland

### Sonstige Ehrungen
- 1974 Ehrendoktorwürde der Juristischen Fakultät der Julius-Maximilians-Universität Würzburg
- 1978 Honorarprofessor im Fach Rechtswissenschaft an der Universität Trier
- 1978 Pfeifenraucher des Jahres
- 1987 Heinz Herbert Karry-Preis

## Schriften (Auswahl)
- Die Notstandsverfassung, München/Wien 1966.
- Industrielle Herrschaft und sozialer Staat. Wirtschaftsmacht von Großunternehmen als gesellschaftliches Problem. Göttingen 1966.
- Verfassungsprobleme der Großen Koalition. In: Die Große Koalition 1966–1969. Eine kritische Bestandsaufnahme, Freudenstadt 1969, Seiten 162–168.
- Der Rechtsstaat in der Krise. Autorität und Glaubwürdigkeit der demokratischen Ordnung. Stuttgart 1972.
- Zukunftsfragen der Parlamentarischen Demokratie. In: ZParl, Jg. 1978, Heft 4, Seiten 510–521.
- Grundgesetzwidrige Gesetze. Ein Beitrag zu den Ursachen verfassungsgerichtlicher Beanstandung. Baden-Baden 1979.
- Meinungsforschung und repräsentative Demokratie. In: Horst Baier, Mathias Kepplinger, Kurt Reumann: Öffentliche Meinung und sozialer Wandel, Opladen 1981, Seiten 96–104.
- (Mithrsg.): Handbuch des Verfassungsrechts der Bundesrepublik Deutschland. Berlin 1983 (2. Aufl. 1994).
- Konsens und Mehrheitsprinzip im Grundgesetz und in der Rechtssprechung des Bundesverfassungsgerichts. In: Hans Hattenhauer/Werner Kaltefleiter (Hrsg.): Mehrheitsprinzip, Konsens und Verfassung (= Motive, Texte, Materialien, Bd. 27). Heidelberg 1986, S. 61–78.
- Sozialrechtliche Eigentumspositionen im Arbeitskampf. Ein Beitrag zur Diskussion um die Änderung des § 116 Arbeitsförderungsgesetz. Baden-Baden 1986.
- Das Verhältnis von Parlament und Bundesverfassungsgericht. In: Uwe Thaysen (u. a.): US-Kongress und Deutscher Bundestag, Opladen 1988, Seiten 217–232.
- Probleme der industriellen Sonntagsarbeit. Rechtsgutachten. Baden-Baden 1990.
- mit Eckart Klein: Verfassungsprozeßrecht. 2. Aufl. Heidelberg 2001.
- mit Dieter C. Umbach: Stasi-Akten und das Persönlichkeitsrecht von Politikern. Frankfurt/M. 2004.